# Alfred Bertholet
Alfred Bertholet, född 9 november 1868, död 24 augusti 1951, var en tysk teolog.
Bertholet var professor i Basel, Tübingen och från 1914 Göttingen i gamla testamentet och religionshistoria. Som teolog tillhörde Wellhausens skola. Han utgav bland annat Religionsgeschichtliches Lesebuch, 1908, 2:a upplagan 1926), Bernhard Stades Biblische Theologie des Alten Testaments, 4:e upplagan av Pierre Daniel Chantepie de la Saussayes Lehrbuch der Religionsgeschichte (1924–25), vidare ett flertal arbeten i religionshistoria och bibelteologi, bland annat Kulturgeschichte Israels (1919).